# 피아노 협주곡 18번 (모차르트)

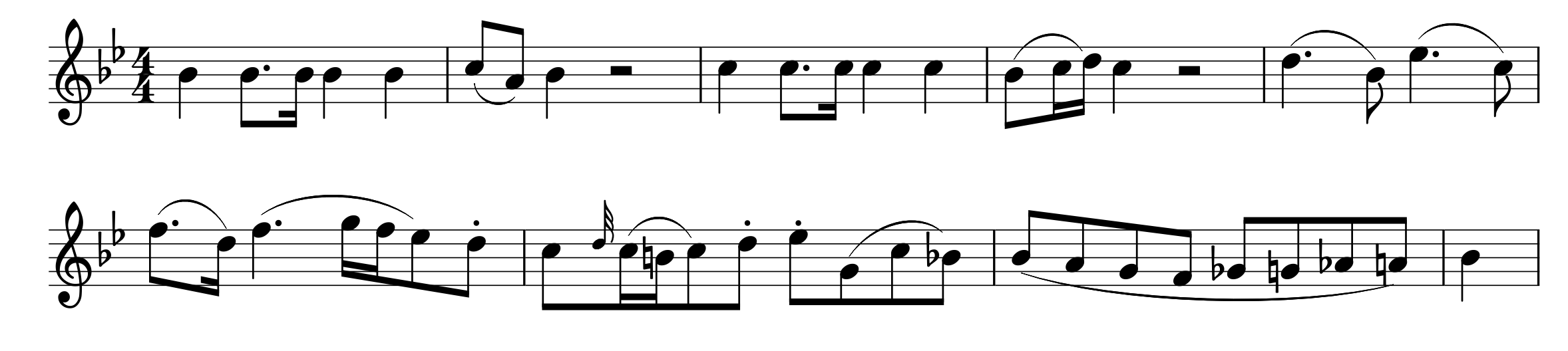
협주곡 1악장의 주요 주제는 여기에서 첫 번째 바이올린 부분의 8소절을 통해 보여진다.

피아노 협주곡 18번 B ♭ 장조, KV . 456은 볼프강 아마데우스 모차르트의 피아노 협주곡이다. 이 협주곡은 1784년 9월 30일에 완성되었다.
이 작품은 피아노 독주, 플루트, 오보에 2 개, 바순 2개, 호른 2개, 현악기의 편성으로 이루어져 있다.
협주곡은 3개의 악장으로 되어 있다. 첫 악장은 Allegro vivace, 2악장은 Andante이며, 3악장은 Allegro vivace로, 빠름-느림-빠름의 형식의 작품이다.
느린 악장은 주제와 변주이다.
모차르트는 1악장을 위해 두 개의 서로 다른 카덴차를 작곡했다.